# Максимов, Алексей Михайлович
Алексей Михайлович Максимов (по сцене — Максимов I) (13 (25) марта 1813—3 (15) сентября 1861) — российский актёр. Брат Гавриила Максимова.

## Биография
Сын небогатого ремесленника; учился в Санкт-Петербургском театральном училище. Уже учеником училища (класс П. А. Каратыгина) играл в Александринском театре. В 1834 году был зачислен в труппу. Совпадая по амплуа с Н. О. Дюром и В. А. Каратыгиным, играл в очередь с ними роли молодых людей (в том числе Хлестакова и Чацкого). После смерти Дюра выступал в его ролях любовников и молодых повес, а после смерти Василия Каратыгина в 1853 году взял на себя часть его трагического репертуара, в том числе роль Гамлета.

## Роли
В «Хронике петербургских театров» А. И. Вольфа приведён (ч. III, стр. 83) список 80 исполненных им ролей.
- 1841 — студент Фортункин — водевиль «Шила в мешке не утаишь» Перепельского (Н. А. Некрасова).
- Фигаро — «Севильский цирюльник» Бомарше
- Яго — «Отелло» У. Шекспира
- Сюлливан — «Любовь и предрассудок» Мельвиля
- Хлестаков — «Ревизор» Н. В. Гоголя
- Кин — «Кин» А. Дюма-отца
- Фердинанд — «Коварство и любовь» Ф. Шиллера